# Anolis oporinus
Espèce
Anolis oporinus est une espèce de sauriens de la famille des Dactyloidae. 

## Répartition
Cette espèce est endémique de l'Est de Cuba.

## Publication originale
- Garrido & Hedges, 2001 : A new anole from the northern slope of the Sierra Maestra in eastern Cuba (Squamata: Iguanidae). Journal of Herpetology, vol. 35, no 3, p. 378-383.